# گرزه‌ماهی اقیانوسی
گرزه‌ماهی اقیانوسی (نام علمی: Chauliodus macouni) نام یک گونه از سرده گرزه‌ماهی است.